# IHostage
iHostage is een Nederlandse misdaadfilm uit 2025 geregisseerd door Bobby Boermans. De film is gebaseerd op de gijzeling die plaatsvond in de Apple Store in Amsterdam in 2022.

## Verhaal
De film speelt zich af in een Apple Store in het hart van Amsterdam, waar een gijzeling plaats vindt. De dader, die zelf een bomvest draagt, dreigt om zichzelf en daarmee het gebouw en de gijzelaars op te blazen. Bij deze gespannen situatie wordt er geschakeld tussen de perspectieven van de dader, gijzelaars en de hulpverleners die deze mogelijke tragedie proberen te voorkomen.

## Rolverdeling
| Acteur                  | Personage               | Opmerkingen            |
| ----------------------- | ----------------------- | ---------------------- |
| Soufiane Moussouli      | Ammar Ajar              | gijzelnemer            |
| Admir Sehovic           | Ilian Petrov            | gijzelaar              |
| Emmanuel Ohene Boafo    | Mingus                  | medewerker Apple store |
| Fockeline Ouwerkerk     | Soof                    | klant in kast          |
| Roosmarijn van der Hoek | Bente                   | klant in kast          |
| Robin Boissevain        | Lucas                   | klant in kast          |
| Louis Talpe             | Winston                 | DSI-er                 |
| Marcel Hensema          | Kees van Zanten         | politiecommandant      |
| Loes Haverkort          | Lynn                    | onderhandelaar politie |
| Eric Corton             | Mark                    |                        |
| Matteo van der Grijn    | Abe                     |                        |
| Ahlaam Teghadouini      | Jihane                  | politieagent           |
| Thijs Boermans          | Matthijs                | politieagent           |
| Hylke van Sprundel      | Wilco                   | onderhandelaar politie |
| Zahra Lfil              | Nour                    | politieagent           |
| Jasmine Sendar          | Valerie                 | politieagent           |
| Keja Klaasje Kwestro    | Sonja                   |                        |
| Jouman Fattal           | Rachelle                | onderhandelaar politie |
| Jolanda van den Berg    | Karina                  |                        |
| Marc Koehorst           | DSI-er                  |                        |
| Thirsa van Til          | Maya                    |                        |
| Otis Kooman             | Larissa                 |                        |
| Siem Geuke              | Justin                  |                        |
| Everon Jackson Hooi     | Erik                    | DSI-er                 |
| Hans Mangnus            | Quincy                  |                        |
| Reinier Demeijer        | Jagersma                |                        |
| Tara Hetharia           | Busra                   | medewerker Apple store |
| Dionne Verwey           | arts Serena             |                        |
| Kevin Schoonderbeek     | Jasper                  |                        |
| Yasmin Karssing         | Shirley                 |                        |
| Sima Kirjazowa          | Dessey                  | stemrol                |
| Jesse Schabracq         | Apple-medewerker        |                        |
| Guilly Koster           | Marciano                |                        |
| Dim Balsem              | redacteur AT5           |                        |
| Erwin Boschmans         | Brian                   |                        |
| Denzel Ndongosi         | politieagent            |                        |
| Karim Kridene           | sniper helikopter       |                        |
| Wieger van Schaik       | sniper helikopter       |                        |
| Stefan van Gils         | tactical flight officer |                        |

## Achtergrond
De film werd geregisseerd door Bobby Boermans en geproduceerd door Sabine Brian, Boudewijn Rosenmuller en Diederik van Rooijen namens productiebedrijf Horizon Film Amsterdam. Het scenario van de film werd geschreven door Simon de Waal en is gebaseerd op het waargebeurde verhaal over de gijzeling van de Apple Store aan het Leidseplein in Amsterdam, in februari 2022. Voor de film werd samengewerkt met de politie; zo sprak De Waal met betrokkenen van de zaak en kreeg hij ook de beschikking over een videoproductie over de gijzeling van de politie zelf, bedoeld voor intern gebruik.
De opnames van de film gingen in het voorjaar van 2024 van start in Amsterdam, nadat de film in februari 2024 door streamingdienst Netflix werd aangekondigd. De buitenopnames van de film vonden plaats in Amsterdam aan het Leidseplein, voor de binnenopnames werd de volledige Apple-winkel nagebouwd in een oud vliegtuighangar in Katwijk. In oktober 2024 werd de titel van de film bekendgemaakt, als iHostage. Hoofdrollen in de film waren weggelegd voor onder anderen Soufiane Moussouli, Marcel Hensema, Loes Haverkort, Louis Talpe, Everon Jackson Hooi en Thijs Boermans.

## Release en ontvangst
Op 20 maart 2025 werd de eerste trailer van de film uitgebracht. De film iHostage ging op 18 april 2025 wereldwijd in première op streamingdienst Netflix. De film werd door recensenten over het algemeen positief tot gemengd ontvangen. Zo gaf De Telegraaf de film vier van de vijf sterren en schreef over een geslaagde verfilming met het hart op de juiste plek. De Volkskrant gaf de film drie van de vijf sterren en vond dat de film vooral in technisch opzicht uitblinkt. Veronica Superguide gaf de film ook drie van de vijf sterren en vond dat de film je grotendeels aan de buis gekluisterd houd, wel vonden ze dat door de voortdurend wisselend perspectief de film focust mist en afstand creëert. Hier sloot BNNVARA zich met twee van de drie sterren zich bij aan, daarnaast vonden ze de film qua dialoog, knullig en oubollig.
De film kwam in Nederland op 19 april 2025, één dag nadat deze in première was gegaan, al op nummer één binnen van de Netflix top tien met best bekeken projecten. In minder dan een week na de première werd de film door ruim 15,1 miljoen mensen bekeken en stond hij bij 92 landen in de Netflix top tien, hiervan stond de film bij 31 landen op de eerste plaats. Tevens stond de film op de eerste plaats in de wereldwijde toplijst van de streamingdienst. Op 18 juli 2025, drie maanden na de film zijn première, maakte Netflix bekend dat de film wereldwijd ruim 58 miljoen keer werd bekeken.